# Тръки (река)
Тръки (на английски: Truckee River) е река в Северна Калифорния и Северна Невада, Съединените американски щати.
Подобно на едноименния град Тръки (Калифорния), името на реката идва от индианска дума за „здравейте“.
Реката е дълга 230 километра (140 мили). Извира на 1160 м (3790 фута) н.в. Водата ѝ се използва за напояване.